# Miquel Àngel Colomar Moyà
Miquel Àngel Colomar Moyà (Palma, 1903 – 1970) fou un periodista, poeta, crític d'art i dibuixant mallorquí. Te un carrer amb el seu nom a Palma, a la barriada de Son Serra

## Formació i joventut
Cursà el batxillerat a Eivissa, d'on era el seu pare, i els estudis de comerç (1920-24) a Palma. Va col·laborar a la premsa eivissenca i a la revista mallorquina "Baleares". Del 1921 al 1936, formà part de la redacció d'El Dia on s'encarregà de la pàgina literària. Estimulat per Gabriel Alomar, intentà de fer arrelar a Mallorca l'avantguardisme plàstic i literari. Va mantenir una forta amistat amb Gabriel Fuster Mayans "Gafim" i amb Bartomeu Rosselló-Pòrcel. Abans de la Guerra Civil, va col·laborar a diverses publicacions de Mallorca com La Nostra Terra i Brisas, i a altres de Barcelona, Madrid i Buenos Aires. Entre el 1923 i el 1936 va publicar els seus millors poemes, en els quals es fa patent el rebuig de la retòrica modernista i la recerca d'una expressió basada en la imatge i la suggestió. El 1932, va voler incorporar-se a la literatura catalana, influït per Bartomeu Rosselló-Pòrcel. .

## República i repressió
Durant la Segona República fou funcionari de l'Ajuntament de Palma. A partir de 1933 va ser secretari particular del batle Emili Darder. El 1936 va signar la Resposta al Missatge dels Catalans. En esclatar la Guerra Civil, va esser empresonat (1936-37). Des de la presó de Can Mir escrigué el poema "Cançó de guerra". Allunyat a la força del periodisme, les dues primeres dècades de la postguerra hagué de sobreviure treballant en una fàbrica de producció lletera.

## Represa de l'activitat periodística
No va poder tornar exercir com a periodista fins a l'any 1957, quan va ingressar al diari "La Última Hora" com a director de la secció titulada "Arte y Letras". També col·laborà a publicacions de Barcelona, Madrid i França. En aquesta època, sovint va amagar la seva personalitat sota pseudònims diversos. Amb el títol "Poemas y otros papeles", el 1986 va esser editada la seva producció poètica. Com a narrador, va escriure la novel·la breu "Amaba tanto a su padre¡ Novela sintética" (1923), una sèrie de contes fantasiosos i la novel·la "Polly quiere una galleta", redactada en els anys quaranta. Com a crític d'art va dur a terme una activitat intensa i va valorar la creativitat personal i l'afany de renovació. Publicà la biografía "Archie Gittes. Notas para una biografia crítica" (Palma, Moll, 1947)" i l'assaig "Tito Cittadini, apuntes para un interpretación crítica de su obra"(Palma, Imp. Atlante, 1956). Als anys vint va fer dibuixos d'inspiració ultraista i en la postguerra va exposar a Palma, a Barcelona i en algunes ciutats nord-americanes.

## Crític d'art i literatura
Colomar es va dedicar a la creació i a la crítica artística i literària, sense deixar el seu interès pel món dels toros, que va reflectir a dibuixos i articles, tant a revistes espanyoles com al diari Ultima Hora, amb pseudònim de Zeda. Sota l'influx de Gabriel Alomar es va incorporar a la pràctica i a la defensa de les avantguardes, integrant la segona generació de la crítica moderna a Mallorca, juntament amb Joan Alomar, fill de Gabriel, i Ernest M. Dethorey. Les seves cròniques sobre art són menys nombroses que les literàries, i sovint hi estan en connexió. Des dels inicis de la dècada de 1920 va condemnar les derivacions de la pintura modernista i la influència que encara exercia Anglada. Va col·laborar amb l'ultraisme (manifest del 1921), la primera avantguarda sorgida a l'illa amb la participació, entre d'altres, de J. L. Borges. Aquesta línia va perdurar al llarg de la dècada de 1920, i Colomar hi va contribuir amb una sèrie de poemes, on va conrear el haiku i va incorporar la gregueria i el surrealisme, connectant amb la Generació del 27. Els seus dibuixos, formats per aquarel·les, aiguades i tinta xinesa, encaixen en la mateixa línia rupturista. Va participar en algunes exposicions entre els anys 1925 i 1957, com a la col·lectiva del 1929 en les Galeries Costa.
La tasca de Colomar es mantingué fidel a un ideari de progressisme cultural i ideològic. El seu interès foren les avantguardes: derivacions del cubisme i del futurisme, del surrealisme i de l'expressionisme en l'àmbit internacional, i va emparar l'obertura de postguerra. Al llarg de la seva vida, va seguir amb atenció el curs de la creació artística i va reflexionar sobre les tendències que van emergir a partir del 1965, resseguint els intents de renovació plàstica de la postguerra a Mallorca, aglutinats entorn del Grup dels Set, als quals va presentar (1948), del Grup Tago (1959) i del grup Es Deu des Teix (1962). Va encoratjar l'abstracció, i d'aquí deriven els elogis a Antoni Verd [Fraver] en el llibre "Presencia y potencia de la poesia en la obra pictòrica de Fraver" (Palma, Imp. Latina, 1963). Va tenir esment de pintors mallorquins del principi del segle xx oblidats, com ara Pilar Montaner Jacob Sureda o Joan A. Fuster Valiente, i de molts d'estrangers com Raoul Dufy o Mathias Goeritz, en ocasió de l'Exposició del 1952 a Mèxic.

## Obres
- Poemas y otros papeles. Palma: Ediciones Cort, 1986.
- Polly quiere una galleta, Calima ediciones, 2003.